# Proconura orientalis
Proconura orientalis is een vliesvleugelig insect uit de familie bronswespen (Chalcididae). De wetenschappelijke naam is voor het eerst geldig gepubliceerd in 1985 door Husain, Rauf & Kudeshia.